# صفاقة
صفاقة تقع جنوب شرق محافظة الدوادمي على بعد 280 كم من مدينة الرياض وسط المملكة العربية السعودية. هي منطقة تحيط بها جبال صغيرة وحواف منخفضة وأودية تنتشر عليها أدوات حجرية ورقائق وفؤوس ومخلفات صناعية، تدل على فترة استيطان يعود تاريخها إلى الفترة ما بين العصر الحجري القديم وحتى العصر الحجري الحديث.

## استكشاف الموقع
بدأت أعمال الاكتشافات الأثرية الحديثة في الدوادمي خلال الموسم الثالث من أعمال المسح الشامل الذي نفذته وكالة الآثار والمتاحف في وزارة التعليم، وكان ذلك عام (1399 هـ - 1979م)، حيث قامت الوكالة بايفاد فريق منها هدفه توثيق وتسجيل المواقع الاثرية في المنطقة الوسطى من السعودية، ومن بينها الدوادمي، وقد عثر الفريق بالقرب من وادي صفاقه على أدوات حجرية التقطت من سطح الموقع تشير إلى فترة تاريخية تنتمي إلى العصور الحجرية القديمة، وفي سنة 1402 هـ نفذت الوكالة أول أعمال تنقيب في موقع يعود إلى فترة العصور الحجرية، وهو موقع صفاقه الدوادمي، وتواصلت أعمال التنقيب والاكتشافات في العام التالي وكان من نتائج تلك الأعمال اكتشاف آلاف الادوات الحجرية من سطح الموقع ومن خلال طبقات الحفرية التي نفذت في جزء من الموقع وتلك الأدوات عبارة عن فؤوس وسواطير ومعاول ومثاقب وسكاكين وغيرها، وقد صنعت من صخور الاندسايت والجرانيت والكوارتز المتوفرة في المنطقة، ودلت الدراسة أن استخدام هذه الادوات كان في اعداد الاطعمة وذبح الحيوانات.

## تسميه
يعود سبب تسميه لأبن صفوق السهلي الذي عاش به في القرن عاشر الهجري.

## استيطان الموقع
يؤرخ الموقع استناداً إلى تلك الأدوات ومقارنتها بما عثر عليه في مواقع أخرى في سوريا ولبنان، واقترح الفريق المستَكشِف أن فترة العصر الآشولي الأوسط (250.000 - 300.000 سنة من الآن) يعد تاريخاً مناسباً للموقع. وقالت هيئة المساحة الجيولوجية السعودية في إصدار لها عام 1424 هـ: «وقد دلت الاكتشافات الأثرية الأخيرة على أن المملكة العربية السعودية قد استقر بها الانسان الأول على نطاق واسع، حيث تم الكشف على دلائل فعلية لوجود مواقع أثرية ترجع إلى نحو 750,000 سنة قبل الميلاد (العصر الحجري القديم) وتتمثل في الأدوات الحجرية التي وجدت في مواقع صفاقة». وورد في كتاب منطقة الرياض دراسة تاريخية وجغرافية واجتماعية: «وفي عام 1402 هـ الموافق 1982م أجريت حفرية في موقع من مواقع وادي صفاقة في محافظة الدوادمي بإشراف نورمان هويلن نتج عنها اكتشاف موقع يعود إلى الفترة الآشولية أي قبل ما يقارب ثلاثمائة ألف سنة».

## معثورات أثرية بالموقع

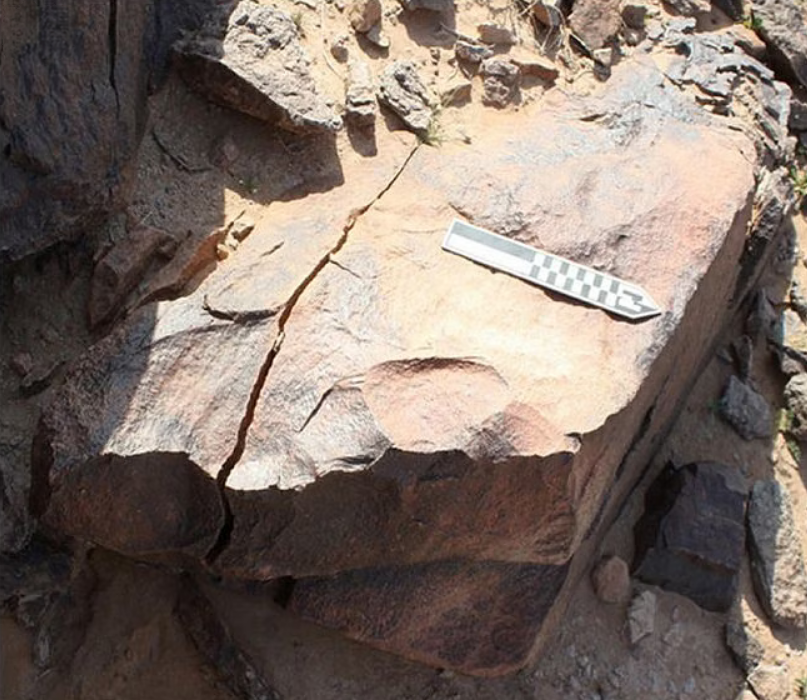
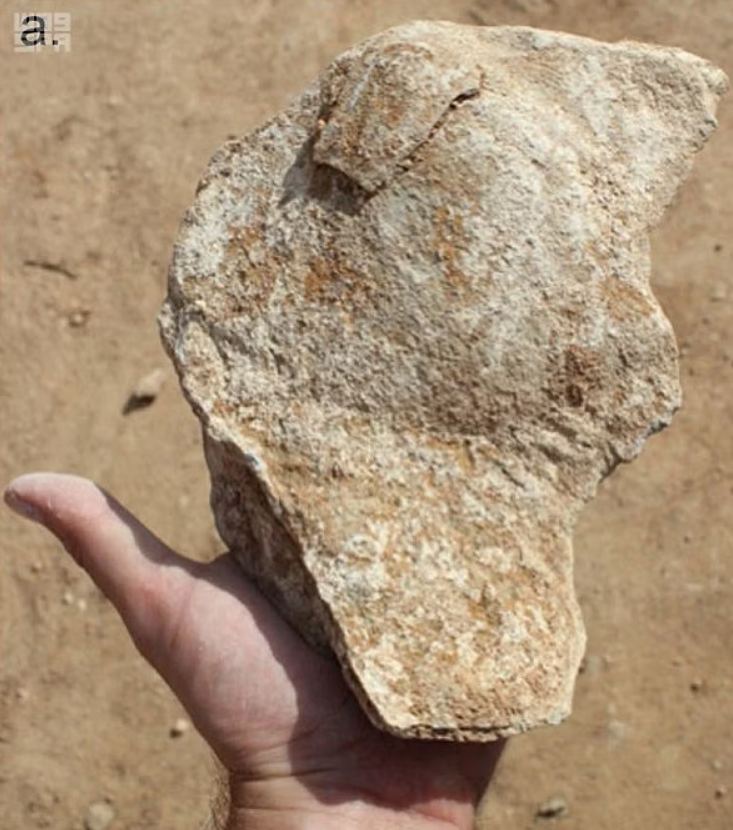
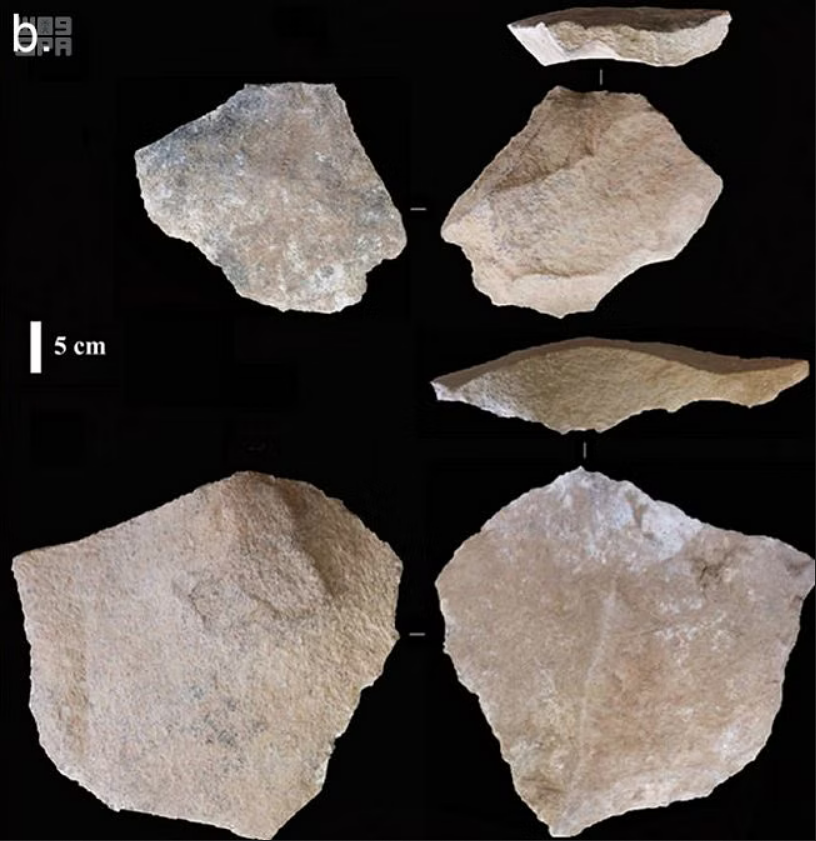